# HD 106760
HD 106760，又名BD+33 2213，SAO 62928、HR 4668，是一颗恒星，视星等为5，位于銀經172.65，銀緯80.4，其B1900.0坐标为赤經12h 11m 28.5s，赤緯+33° 80.4′ 13″。